# Bradavičníkovití
Bradavičníkovití (Acrochordidae) je čeleď primitivních asijských hadů, kteří žijí především ve vodě. Jedná se o přechod mezi užovkami a primitivnějšími hady.

## Popis
Mají drobné šupiny, které vypadají, jako by visely na velmi volné kůži. Břišní štítky nejsou příliš dobře vyvinuté, ale jsou patrné. Nemají rudimenty zadních končetin, ani zbytky pánevního pletence. Jsou to výrazně vodní hadi, na souš lezou zřídka a jsou tam poměrně bezmocní. Celý život tráví prakticky ve vodě.

## Rozšíření
Tito hadi se vyskytují od severní Austrálie, přes Papuu - Novou Guineu, Indonésii, Šalomounovy ostrovy, Filipíny, Malajsii, Singapur, Thajsko, Vietnam, Čínu, Kambodžu, Myanmar, Srí Lanku, Andamanské ostrovy až po Indii.

## Druhy
V současnosti jsou známy 3 druhy těchto hadů:
- Bradavičník arafurský (Acrochordus arafurae)
- Bradavičník malý (Acrochordus granulatus)
- Bradavičník jávský (Acrochordus javanicus)